# Weinmannia racemosa

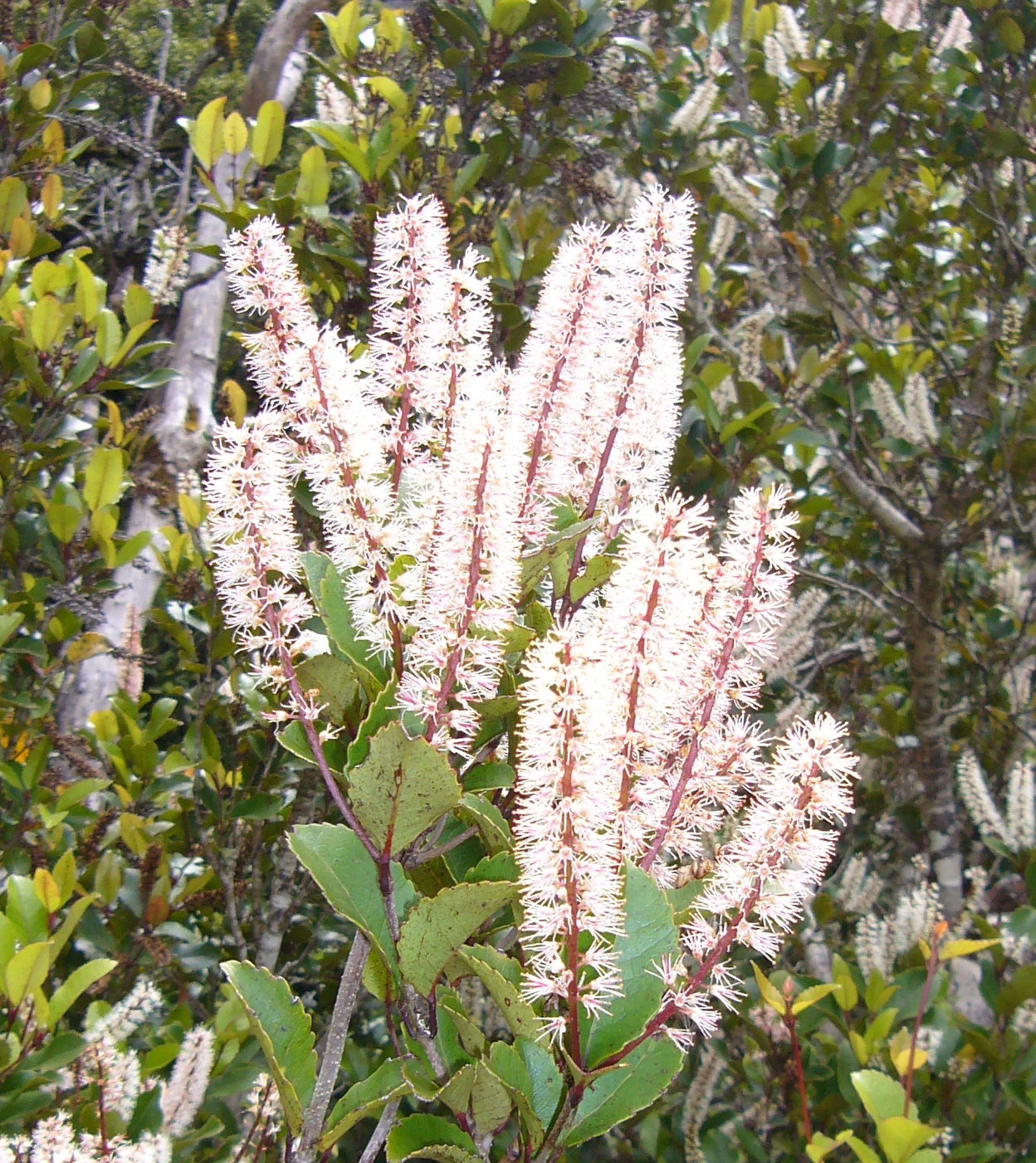
Hoa Kamahi

Kāmahi theo thổ ngữ New Zealand (danh pháp khoa học: Weinmannia racemosa), là loài thực vật thân gỗ thuộc họ Cunoniaceae, là một loài cây rất phổ biển ở New Zealand, có mặt ở các vùng đất thấp, vùng núi, và rừng triền núi và vùng cây bụi từ miền trung đảo North về phía nam tới đảo Stewart.
Theo ấn bản Encyclopedia of New Zealand (Bách khoa thư New Zealand) năm 1966, nó là 'loài cây rừng rất phổ biến ở New Zealand'. Đôi khi có thể bắt đầu mọc như một loài biểu sinh trên thân của dương xỉ mộc, kāmahi đạt tới độ cao lớn nhất là 25 mét hoặc hơn trong rừng Catlinsvề phía phía đông nam đảo South.
Loài này có hoa nhỏ màu trắng kem mọc từ cành hoa dựng đứng. Kāmahi thường mọc cùng với các loài thực vật thân gỗ lá rộng khác, đôi khi đóng vai trò như một loài loài tiên phong sau đó có thể được tiếp nối bởi các loài sồi phương nam (Nothofagus spp.) hoặc các loài thông tre. Trong rừng về phía tây Southern Alps chúng mọc cùng với rātā phương nam (Metrosideros umbellata). Do gỗ của kāmahi hay bị gãy hoặc cong vênh, chúng ít được dùng mặc dù mọc rất nhiều.
Một loài họ hàng với chúng là tōwai hoặc tawhero (W. silvicola), thay thế cho kāmahi ở phía bắc đảo North thuộc vĩ tuyến 37°N.

## Hình ảnh

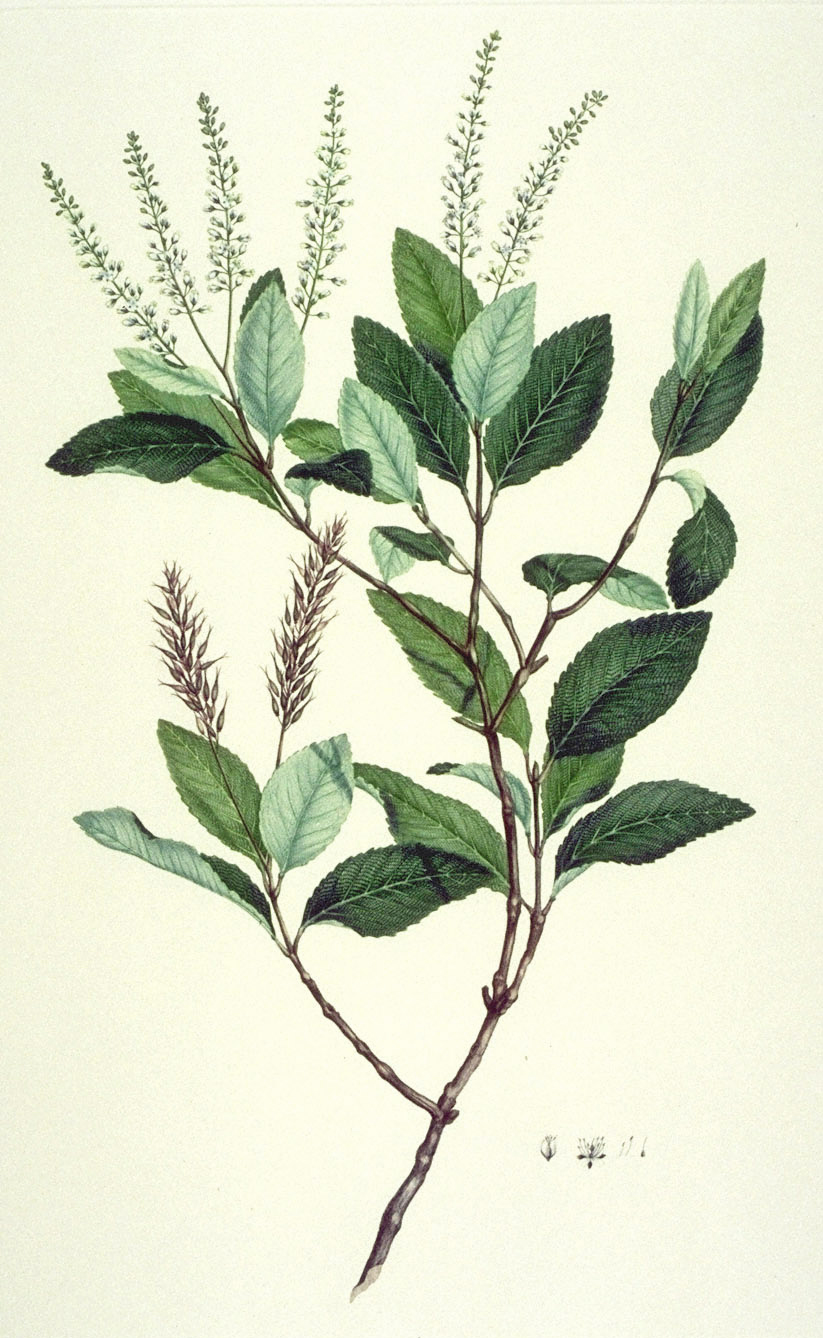